# High/Low
High/Low is het eerste studioalbum van de Amerikaanse band Nada Surf. Het werd in juni 1996 uitgebracht op het Elektra-label. Het album is geproduceerd door Ric Ocasek, oprichter en zanger van de formatie The Cars. Het album verwierf bekendheid met de single Popular. Door de populariteit van dit nummer werd Nada Surf door velen lange tijd beschouwd als One-Hit Wonder.

## Tracklist
1. Deeper Well – 3:55
2. The Plan – 4:31
3. Popular – 3:48
4. Sleep – 3:47
5. Stalemate – 3:38
6. Treehouse – 2:43
7. Icebox – 3:17
8. Psychic Caramel – 4:00
9. Hollywood – 2:20
10. Zen Brain – 4:28